# Gonna Fly Now
Gonna Fly Now, también conocido como Theme from Rocky, es la canción de la película Rocky, compuesta por Bill Conti con letras de Carol Connors y Ayn Robbins, y interpretada por DeEtta West y Nelson Pigford. Publicado en el álbum musical en noviembre de 1976 y en el sencillo en febrero de 1977 con la película Rocky, la canción se convirtió en parte de la cultura popular estadounidense después de que el personaje principal Rocky Balboa, como parte de su régimen de entrenamiento diario, sube los 72 escalones de piedra que conducen a la entrada del Philadelphia Museum of Art en Filadelfia. Brazos en una pose de la victoria, mientras que la canción suena. La canción fue escrita en Filadelfia. La canción también suena a menudo en eventos deportivos, especialmente los celebrados en la ciudad de Filadelfia o con equipos deportivos de la ciudad.

## Recepción
La canción (cuyas letras son sólo 30 palabras de largo) fue nominado para un Premio de la Academia a la Mejor Canción Original en la 49 ª edición de Premios de la Academia. La versión de la canción de la película, interpretada por Conti con una orquesta, alcanzó el número uno en el Billboard Hot 100 en 1977, mientras que una versión del trompetista de jazz Maynard Ferguson alcanzó el top 30. Las versiones discográficas de Rhythm Heritage y Current estaban encendidas la carta al mismo tiempo (la versión de Conti revela alguna influencia temprana de la discoteca en la orquestación). Billboard clasificó la versión de Conti como la canción número 21 de 1977.  El sencillo de Conti fue certificado Oro por la RIAA, para embarques de más de un millón en los Estados Unidos. El Instituto Americano de Cine lo colocó 58.º en sus 100 años de AFI ... 100 Canciones. Debido a su éxito de la cartografía, en una rareza para una banda sonora de la película, "Gonna Fly Now" está en la lista de reproducción regular en los años 70 en 7 en Sirius XM Radio.

## Sencillo
| Lado A |                 |                                |          |  |
| N.º    | Título          | Escritor(es)                   | Duración |  |
| 1.     | «Gonna Fly Now» | B. Conti A. Robbins C. Connors | 2:48     |  |

| Lado B |               |              |          |  |
| N.º    | Título        | Escritor(es) | Duración |  |
| 1.     | «Reflections» | B. Conti     | 3:17     |  |
| 6:05   |               |              |          |  |

### Créditos
- Ingeniería - Ami Hadani
- Producción y dirección de orquesta - Bill Conti

## Versiones
En Rocky II, se usó una versión alternativa de la canción, con un coro de niños cantando el coro. En Rocky III se incluía una discoteca actualizada durante el montaje de entrenamiento en la playa. Sin embargo, esta grabación falta en el álbum de la banda sonora, cuyas notas de manga dicen "Toda la música de este álbum seleccionado por Sylvester Stallone", que en cambio optó por repetir las versiones originales de "Gonna Fly Now" y "Reflections" de la primera película y "Conquest" de la segunda entrega.
En Rocky IV fue calificado por Vince DiCola, quien principalmente introdujo nuevos temas propios, pero "Gonna Fly Now" volvió con su compositor para más tarde. En Rocky V, se interpretan dos versiones diferentes de la canción: una versión de cuerno instrumental y una versión orquestal diferente. En Rocky Balboa, una versión ligeramente diferente de la canción usó más trompetas y diferentes tonos vocales. La banda sonora de esa película también incluye un remix vocal realizado por Natalie Wilde. En Creed muestra las primeras notas de la pista durante la última pelea de la película y curiosamente, el sencillo "Last Breath" del rapero Future fusiona los elementos de la partitura original con el ritmo del hip hop y rap.

## En la cultura popular
Debido a su uso original, la canción (o un soundalike de ella) se utiliza con frecuencia en varias formas de medios populares donde un personaje principal se ve obligado a entrenar duro para derrotar a un oponente, a menudo durante una secuencia de montaje.
El político estadounidense y exvicepresidente Walter Mondale utilizó "Gonna Fly Now" como su canción de campaña en 1984.

## Posicionamiento en listas

### Bill Conti

#### Listas semanales
| País (Lista 1977)                             | Posición más alta |
| --------------------------------------------- | ----------------- |
| Australia (KMR)                               | 13                |
| Canada Top Singles (RPM)                      | 8                 |
| Canada Adult Contemporany (RPM)               | 14                |
| Estados Unidos (Billboard Hot 100)            | 1                 |
| Estados Unidos (Billboard Adult Contemporary) | 20                |
| Nueva Zelanda (Recorded Music NZ)             | 22                |